# Jägerschnitzel

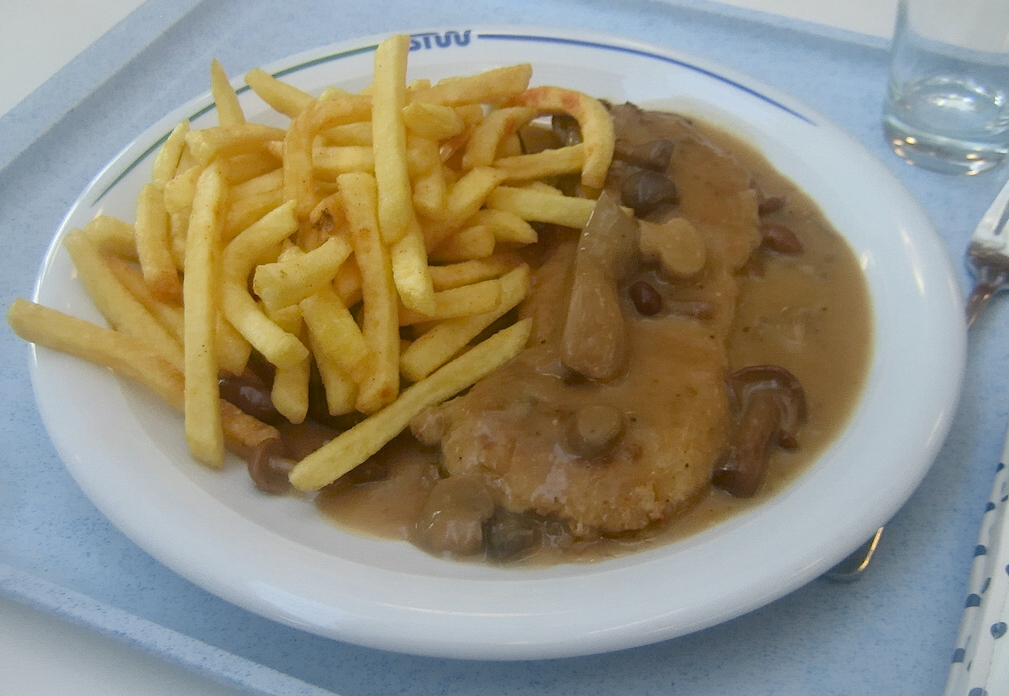
Jägerschnitzel met jägersaus en frieten

De jägerschnitzel komt voor in de klassieke keuken van de Duitstalige landen in Europa, maar is ook daarbuiten bekend en geliefd. Het is van oorsprong een Oostenrijkse wijze van het bereiden van de schnitzel, met gebruik van paddenstoelen in de saus.

## Herkomst van het woord
Schnitzel komt van het Duitstalige woord voor "afsnijdsel": Schnitt. In dit geval wordt een dun afsnijdsel bedoeld van vlees. Met het woord Jäger wordt in de Duitse taal verwezen naar "op de manier van de jagers" (Jägerart in het Duits), bedoelende met paddenstoelen als het om eten gaat. Er bestaat namelijk ook zoiets als jägertee, maar dan bedoelt men niet thee met paddenstoelen, maar thee met alcohol.

## Bereiding
Voor schnitzel gebruikt men traditioneel het vlees van een kalf of varken. De schnitzel wordt platgeslagen om de oppervlakte te vergroten. Het vlees wordt gebloemd en gepaneerd en gebakken in hete boter. Echter, bij de traditionele jägerschnitzel wordt het vlees juist niet gepaneerd. Het krokante laagje verdwijnt namelijk door de vocht uit de saus die erbij wordt geserveerd waardoor paneren geen zin heeft. De schnitzel wordt begeleid door een tomatensaus met paddenstoelen of een roomsaus gevuld met paddenstoelen (morieljes en champignons). Vaak zitten er sjalotten in en wordt het geheel afgeblust met witte wijn en even doorgekookt. Een bekende variatie op deze jägerschnitzel bestaat uit (ongepaneerd) varkensvlees dat geserveerd wordt met zure room, gebakken uienringen en in de room gesmoorde zwammen en reepjes paprika. De jägerschnitzel hoort begeleid te worden door dungesneden friet (Pommes frites).